# Cavacurta
Cavacurta est une commune italienne de la province de Lodi dans la région Lombardie en Italie.
Depuis le 1er janvier 2018, la commune est fusionnée avec Camairago sous le nouveau toponyme de Castelgerundo. Les hameaux de Bosco Valentino et Mulazzana rejoignent également la nouvelle commune.

## Administration
| Période                                  | Période | Identité | Étiquette | Qualité |
| ---------------------------------------- | ------- | -------- | --------- | ------- |
|                                          |         |          |           |         |
| Les données manquantes sont à compléter. |         |          |           |         |

## Géographie

### Communes limitrophes
Camairago, Pizzighettone, Codogno, Maleo